# گیتن
گیتن (به هلندی: Gieten) یک منطقهٔ مسکونی در هلند است که در آ ان هونزه واقع شده‌است. گیتن ۵٬۱۷۱ نفر جمعیت دارد.